# Mount Northampton
Mount Northampton är ett berg i Antarktis. Det ligger i Östantarktis. Nya Zeeland gör anspråk på området. Toppen på Mount Northampton är 2 465 meter över havet.
Terrängen runt Mount Northampton är bergig norrut, men söderut är den kuperad. Trakten är obefolkad. Det finns inga samhällen i närheten.